# Gschlössbach
Gschlössbach är ett vattendrag i Österrike.   Det ligger i förbundslandet Tyrolen, i den centrala delen av landet, 300 km väster om huvudstaden Wien.
Trakten runt Gschlössbach består i huvudsak av gräsmarker. Runt Gschlössbach är det ganska glesbefolkat, med 26 invånare per kvadratkilometer.